# 皮奧里亞 (密蘇里州)
皮奧里亞（英語：Peoria）是位於美國密蘇里州華盛頓縣的非建制地區。

## 歷史
皮奧里亞的郵局於1908年設立，其後於1934年停運。

## 地理
皮奧里亞所處的海拔為高於海平面283米（即929英呎），而該地所採用的時區為UTC-6，即北美中部時區（CST）。同時該地設有夏令時間，為UTC-6調快一小時，即UTC-5（CDT）。